# A filetta
A Filetta è una delle più note formazioni musicali corse. Il gruppo ha avuto origine a Lumio nella Balagna, in Corsica, nel 1978.
Caratteristica peculiare del gruppo, così come della musica corsa in genere, è quella di fondarsi prevalentemente sulla voce e sulla polifonia.

## Formazione
Attualmente il gruppo è composto da:
- Jean-Claude Acquaviva (seconda)
- Paul Giansily (terza)
- François Aragni (seconda e bassu)
- Stéphane Serra (seconda)
- Jean Sicurani (bassu)
- Maxime Vuillamier (bassu)

## Discografia
- 1981 : Machja n’avemu un antra
- 1982 : O'Vita
- 1984 : Cun tè
- 1987 : Sonnii Zitillini
- 1987 : In l'abbriu di e stagioni
- 1989 : A u visu di tanti
- 1992 : Ab'eternu
- 1994 : Una tarra ci hè
- 1997 : Passione
- 1998 : Colonna sonoara del film Don Juan di Jacques Weber
- 1999 : Colonna sonora del film Himalaya - L'infanzia di un capo di Éric Valli
- 2000 : Colonna sonaora del film Le Libertin di Gabriel Aghion
- 2000 : Partecipazione alla colonna sonora del film Comme un aimant di Kamel Saleh e Akhenaton
- 2001 : Colonna sonora del film Il popolo migratore di Jacques Perrin
- 2002 : Intantu
- 2003 : Si di mè
- 2005 : Liberata, colonna sonora della serie televisiva su France 3
- 2006 : Medea
- 2008 : Bracing
- 2011 : Mistico mediterraneo
- 2011 : Di Corsica riposu: Requiem pour deux regards
- 2012 : Pè a scusa
- 2013 : Puz/zle
- 2015 : Castelli
- 2018 : Danse mémorie, danse

## Riconoscimenti
- Prix de l'académie Charles Cros per Una tarra ci hè (1995)
- Diapason d'Or (1993, 1997)
- Choc du Monde de la Musique (1993, 1995, 1997)
- César de la meilleure musique de film per "Himalaya l'Enfance d'un chef" (2000)
- Prix de l'académie Charles Cros per Bracanà (2009)